# Chaitinovo číslo
Chaitinovo číslo, Ω, někdy také Chaitinova konstanta, je matematická konstanta definovaná
{\displaystyle \Omega =\sum _{x\in \{0,1\}^{*}:U(x)\rightarrow STOP}2^{-l(x)}}
Součet je veden přes všechny konečné posloupnosti 0 a 1 takové, že univerzální Turingův stroj {\displaystyle U} pro danou posloupnost {\displaystyle x} na vstupu zastaví; {\displaystyle l(x)} je délka {\displaystyle x}.
Z Kraftovy nerovnosti plyne, že suma je omezená a tedy dokazatelně konverguje k reálnému číslu, pro nějž platí {\displaystyle 0<\Omega <1}. Toto reálné číslo však nelze žádným algoritmem spočítat s přesností vyšší než striktně daný počet binárních míst; speciálně pak neexistuje algoritmus schopný hodnotu Chaitinova čísla libovolně aproximovat. Znalost hodnoty {\displaystyle \Omega } s dostatečnou přesností by totiž řešila problém zastavení, o němž Alan Turing dokázal, že je algoritmicky neřešitelný.
Chaitinovo číslo je tedy reálné číslo, pro nějž je matematicky dokazatelné, že jej nebudeme umět nikdy spočítat ani se k jeho hodnotě přiblížit nad určitou mez přesnosti.

## Vlastnosti
- Chaitinovo číslo {\displaystyle \Omega } je rovno limitě pravděpodobnosti, že univerzální Turingův stroj zastaví pro náhodně generovanou posloupnost délky {\displaystyle n} nul a jedniček na vstupu, je-li tato generována jako iid z alternativního rozdělení s parametrem {\displaystyle p=1/2}

- Ve dvojkovém zápisu prvních {\displaystyle n} znaků hodnoty {\displaystyle \Omega } se poměr 0 a 1 blíží {\displaystyle 1/2}. Odpovídající vlastnost platí rovněž pro zápis {\displaystyle \Omega } v soustavě s libovolným základem.

- Obecněji jakákoli předem dané binární slovo se ve dvojkovém zápise {\displaystyle \Omega } vyskytuje s četností odpovídající jeho pravděpodobnosti při iid generování z alternativního rozdělení s parametrem {\displaystyle p=1/2}. Vlastnost rovněž zůstává zachována také pro zápis {\displaystyle \Omega } v soustavě s libovolným základem {\displaystyle d}; pravděpodobnost je nutno přepočítat pro diskrétní rovnoměrné rozdělení s parametrem {\displaystyle d}

- Chaitinovo číslo je transcendentní reálné číslo a je tedy i iracionální.